# Circinella simplex
Circinella simplex är en svampart som beskrevs av Tiegh. 1875. Circinella simplex ingår i släktet Circinella och familjen Mucoraceae.   Inga underarter finns listade i Catalogue of Life.